# Vale (Oregon)
La ville de Vale est le siège du comté de Malheur, situé dans l'Oregon, aux États-Unis. Selon le  recensement de 2010, la ville de Vale comptait 1 874 habitants, et sa population estimée pour 2014 est de 1 817. 
La ville de Vale fait partie intégrante de l'aire métropolitaine de la ville d'Ontario.

## Histoire
Vale est devenue le siège du comté en 1955, 68 ans après la création du comté de Malheur.

## Géographie
Vale est traversée par la rivière Malheur.